# تاريخ كشمير

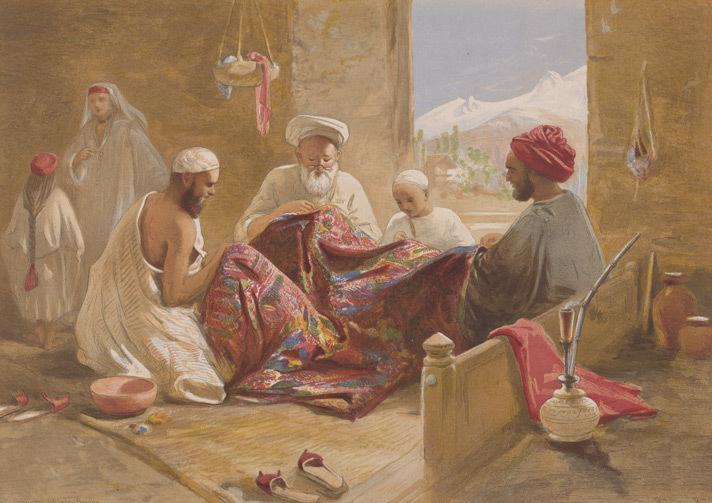

يتشابك تاريخ كشمير مع تاريخ شبه القارة الهندية والمناطق المحيطة بها، بما فيها مناطق آسيا الوسطى، وجنوب آسيا، وشرق آسيا. عُرفت كشمير في الماضي باسم وادي كشمير. وفي اليوم الحالي تشير كلمة كشمير إلى منطقة أوسع تشمل أقاليم جامو وكشمير ولداخ التابعة للهند، وأقاليم آزاد كشمير وغلغت-بلتستان التابعة لباكستان، وأقاليم أكساي تشين وتشكسجام التابعة للصين.
في النصف الأول من الألفية الأولى، باتت كشمير مركزًا هامًا للديانة هندوسية، ولاحقًا البوذية. وفي القرن التاسع الميلادي برز مذهب الشيفاوية في كشمير. تأسلمت كشمير بدايةً من القرن الثالث عشر وحتى القرن الخامس عشر، ما أدى إلى اضمحلال الشيفاوية في نهاية المطاف. ورغم ذلك لم تذهب إنجازات الحضارات الماضية سُدى.
في عام 1339 أصبح شاه مير أول حاكم مسلم لكشمير، وأول فرد من أفراد سلالة شاه مير الحاكمة. وعلى مر الخمسة قرون التالية حكم الملوك المسلمون كشمير، بما في ذلك سلطنة مغول الهند التي حكمت كشمير من عام 1586 إلى 1751، والدولة الدرانية الأفغانية التي حكمت من عام 1747 إلى 1819. وفي نفس العام ضم السيخ ولاية كشمير إليهم بقيادة رانجيت سينغ. وبعد هزيمة السيخ عام 1846 أمام الإنجليز في حرب السيخ الأولى، أُبرمت معاهدة لاهور وأصبح راجا جامو، غولاب سينغ، حاكم كشمير الجديد عقب شراء بريطانيا ولايتي جامو وكشمير بموجب معاهدة أمريتسار. ظل أحفاد غولاب سينغ يحكمون كشمير تحت رعاية التاج البريطاني حتى عام 1947 عندما أصبحت الولاية الأميرية السابقة منطقة متنازع عليها، وهي مُقسمة الآن بين ثلاث دول: الهند وباكستان وجمهورية الصين الشعبية.

## أصل الكلمة
طبقًا لعلماء أصول الكلام، تعني كلمة كشمير «الأرض الجافة» (من اللغة السنسكريتية: كا تعني ماء، وشميرا تعني جفاف). كُتب تاريخ كشمير في نصوص راجاتارانجيني التي انتهى كلهان من كتابتها في منتصف القرن الثاني عشر، وذكر فيها أن وادي كشمير كان بحيرة في السابق. طبقًا للميثولوجيا الهندوسية، صرّف الحكيم الكبير، كاشيابا ابن ماريشي وبراهما، مياه تلك البحيرة عن طريق شق فجوة في تلال بارامولا، وبعدها أقنع البراهمة باستيطان تلك المنطقة. لا تعدو تلك الحكاية كونها أسطورة محلية، ولكن من الجائز أن تُكتشف بعض الأدلة التي تدعم تلك الرواية. يرتبط اسم كاشيابا بقصة جفاف البحيرة في التاريخ وفي الأساطير الشعبية، إذ كانت المدينة التي أُقيمت في الوادي تُدعى كاشيابا بورا، وأطلق عليها المؤرخ اليوناني هكتيوس الملطي اسم كاسبابيروس (طبقًا لرواية ستيفان البيزنطي)، وسماها هيرودوتس كاسباتايروس. ويُعتقد كذلك أن كشمير هي البلد التي أشار إليها بطليموس باسم كاسبيريا.

## التأريخ
تحتوي نصوص نلماتا بورانا (جُمعت في الفترة 500–600) على روايات خاصة بتاريخ كشمير القديم. ولكن نظرًا لكونها مصدرًا بورانيًا، يرى البعض أنها تحتوي على كلام متضارب ولا يمكن الاعتماد عليها كليًا. رويت نصوص راجاتارانجيني (نهر الملوك) المكونة من 8000 فقرة باللغة السنسكريتية تاريخ السلالات الحاكمة في كشمير منذ العصور القديمة وحتى القرن الثاني عشر. اعتمدت تلك النصوص على المصادر التقليدية مثل نلماتا بورانا، والنقوشات، والعملات، والآثار، وملاحظات كلهان الشخصية الناشئة عن تجارب عائلته السياسية. يُعد كلهان أول مؤرخ هندي لأنه أول من حلل الأحداث التاريخية التي وقعت بين القرنين الحادي عشر والثاني عشر بعين ناقدة وعقلانية. وفي خلال فترة الحكم الإسلامي في كشمير كتب جوناراجا (1411–1463) ثلاثة أعمال مكملة لنصوص راجاتارانجيني: سريفارا، وبراجيباتا، وسوكا التي تنتهي باحتلال جلال الدين الأكبر لكشمير في عام 1586. تُرجمت تلك النصوص إلى الفارسية من قبل عدة علماء مسلمين مثل نظام الدين أحمد، وفرشته، وأبو الفضل بن مبارك. يُعد كتاب بهرستان شاهي، وكتاب تاريخ كشمير من تأليف حيدر مالك (انتهى منه في عام 1621) أهم أعمال متعلقة بتاريخ كشمير في عصر سلطنة المغول. كُتب كلا النصين باللغة الفارسية، واستعان مؤلفاهما بنصوص راجاتارانجيني والكتابات التاريخية الفارسية.

## الديموغرافيات التاريخية في كشمير
طبقًا لتعداد سكان الإمبراطورية البريطانية الهندية عام 1901، عدد سكان ولاية كشمير الأميرية 2,905,578 نسمة، منهم 2,154,695 مسلمًا، و689,073 هندوسيًا، و25,828 سيخيًا. عاش معظم الهندوس في إقليم جامو حيث شكلوا نسبة 50% تقريبًا من السكان. أما في وادي كشمير، قُدرت نسبة الهندوس بنحو 5.24% (أي 524 هندوسي لكل 10,000 نسمة)، وقُدرت نسبتهم في ولايات لداخ وغلغت بنحو 0.94% (أي 94 هندوسي لكل 10,000 نسمة). كان عدد سكان وادي كشمير في نفس العام 1,157,394، منهم 1,083,766 مسلمًا، أو 93.6% من السكان. ظلت تلك النسب ثابتة إلى حد كبير خلال المئة عام الماضية. طبقًا لتعداد سكان الهند البريطانية عام 1941، كانت نسبة المسلمين في كشمير 93.6%، بينما كانت نسبة الهندوس 4%. وفي عام 2003، كانت نسبة المسلمين في كشمير 95%، والهندوس 4%؛ بينما كانت نسبة الهندوس في جامو 67% والمسلمين 27%.
ينقسم المسلمون في كشمير إلى أربعة طوائف: الشيوخ، والأسياد، والمغول، والبشتون. والشيوخ أكثرهم عددًا، وهم ينحدرون في أصلهم من الهندوس، ولكنهم لا يتبعون حكام الطبقات الهندية التي كان ينتمي إليها أجدادهم. يحمل هؤلاء الشيوخ عدة أسماء قبلية تُكتب بجانب أسمائهم مثل: تانترا، وشيخ، وبات، ومنتو، وغاناي، ودار، ودامار، ولون...إلخ. ينقسم الأسياد المسلمون إلى أولئك الذين يعملون في خدمة الدين، وأولئك الذين يعملون في الزراعة وغيرها من الحرف. يحمل الأسياد اسم «مير». لم تكن أعداد المغول كبيرة للغاية، وكانوا يحملون عدة أسماء قبلية مثل مير، وبيغ، وباندي، وباخ، وأشاي. أما البشتون فقد كانوا أكثر عددًا من المغول، وكانوا يقطنون الركن الجنوبي الغربي من الوادي حيث نشأت مستعمرات البشتون من وقت لآخر. من أحد أبرز تلك المستعمرات هي مستعمرة قبيلة أفريدي في درانغايهاما التي احتفظ أفرادها بجميع التقاليد القديمة ويتحدثون باللغة البشتوية. من بين القبائل المسلمة الرئيسية في ولاية كشمير الأميرية قبائل باتس، ودار، ولون، وجات، وغوجار، وراجبوت، وسودهان، وخاتري. يحمل بعض أفراد قبائل باتس ودار ولون لقب خواجة، بينما يحمل أفراد قبيلة خاتري لقب شيخ، وأفراد قبيلة غوجار لقب شودهاري. وجميع أفراد تلك القبائل من سكان كشمير الأصليين الذين تحولوا من الهندوسية إلى الإسلام وقت دخوله إلى تلك المنطقة.
من بين أهم الطبقات الهندوس (الذين قُدر عددهم بنحو 626,117 أو 90.87% من سكان كشمير الهندوس) في إقليم جامو طبقًا لآخر تعداد سكاني: البراهمة (186,000)، والراجبوت (167,000)، والخاتري (48,000)، والثاكور (93,000).